# Adam Pavlíček
Adam Pavlíček (* 3. května 2004 Náchod) je český lední hokejista hrající na postu brankáře.

## Život
S hokejem začínal v hronovském klubu. V ročníku 2021/2022 nastupoval za jeho muže a současně vypomáhal klubu HC Baroni Opočno. Následující sezónu (2022/2023) patřil do kádru juniorů Vsetína a formou střídavých startů nastoupil též ke dvěma zápasům za valašskomeziříčské Bobry. I v ročníku 2023/2024 nastupoval za vsetínskou juniorku a za Bobry z Valašského Meziříčí, nicméně ve dvou utkáních hrál rovněž za muže Vsetína. Další sezónu (2024/2025) patřil do kádru vsetínských mužů, avšak opětovně hostoval také ve valašskomeziříčském celku. V ročníku dostával na podzim roku 2024 ve vsetínské brance přednost před původně zamýšlenou gólmanskou dvojicí Jan Lukáš a Fin Santeri Lipiäinen, byť vedení celku zkoušelo v tréninku ještě také Patrika Bartošáka, který se ale rozhodl pro zahraniční angažmá.